# Source
Source è una società con sede a Londra specializzata nell'emissione di ETF e di ETC. Source opera nelle principali piazze finanziarie globali, compresa quella di Milano in cui è presente con alcuni prodotti quotati sulla Borsa Italiana nel mercato ETF Plus.

## Storia
L'azienda è stata fondata nel 2008 da Bank of America, Goldman Sachs e Morgan Stanley.

## ETF emessi
| Nome ETF                             | Tipo di indice replicato                      | Codice Bloomberg | Codice Reuters | TER (Indice di spesa totale) | Valuta di base/Valuta dei fondi in borsa |
| ------------------------------------ | --------------------------------------------- | ---------------- | -------------- | ---------------------------- | ---------------------------------------- |
| DJ EURO STOXX 50 ETF                 | Az. Euro                                      | SDJE50 GR        | SDJE50.DE      | 0,15%                        | EUR / EUR                                |
| DJ EURO STOXX 50 Distributing ETF    | Az. Euro                                      | SDJE5D GR        | SDJE5D.DE      | 0,15%                        | EUR / EUR                                |
| DJ EURO STOXX Select Dividend 30 ETF | Az. Euro                                      | SDJDIV GR        | SDJDIV.DE      | 0,30%                        | EUR / EUR                                |
| DJ STOXX 50 ETF                      | Az. Europa                                    | SDJS50 GR        | SDJS50.DE      | 0,35%                        | EUR / EUR                                |
| DJ STOXX 600 ETF                     | Az. Europa                                    | SDJ600 GR        | SDJ600.DE      | 0,19%                        | EUR / EUR                                |
| DJ STOXX Mid 200 ETF                 | Az. Europa (aziende media capitalizzazione)   | SDJMID GR        | SDJMID.DE      | 0,35%                        | EUR / EUR                                |
| DJ STOXX Small 200 ETF               | Az. Europa (aziende piccola capitalizzazione) | SDJSML GR        | SDJSML.DE      | 0,35%                        | EUR / EUR                                |
| FTSE 100 ETF                         | Az. Regno Unito                               | S100 LN          | S100.L         | 0,30%                        | GBP / GBP                                |
| FTSE 250 ETF                         | Az. Regno Unito                               | S250 LN          | S250.L         | 0,35%                        | GBP / GBP                                |
| MSCI Europe ETF                      | Az. Europa                                    | SMSEUR GR        | SMSEUR.DE      | 0,30%                        | EUR / EUR                                |
| MSCI Japan ETF                       | Az. Giappone                                  | SMSJPN GR        | SMSJPN.DE      | 0,50%                        | USD / EUR                                |
| MSCI USA ETF                         | Az. Stati Uniti d'America                     | SMSUSA GR        | SMSUSA.DE      | 0,30%                        | USD / EUR                                |
| MSCI World ETF                       | Az. Mondo                                     | SMSWLD GR        | SMSWLD.DE      | 0,45%                        | USD / EUR                                |
| RDX ETF                              | Az. Russia                                    | RDXS LN          | RDXS.L         | 0,65%                        | USD / USD                                |
| Russell 2000 ETF                     | Az. Stati Uniti d'America                     | SR2000 GR        | SR2000.DE      | 0,45%                        | USD / EUR                                |
| European Autos Sector ETF            | Az. set. Europa                               | XAPS GR          | XAPS.DE        | 0,30%                        | EUR / EUR                                |
| European Banks Sector ETF            | Az. set. Europa                               | X7PS GR          | X7PS.DE        | 0,30%                        | EUR / EUR                                |
| European Basic Resources Sector ETF  | Az. set. Europa                               | XPPS GR          | XPPS.DE        | 0,30%                        | EUR / EUR                                |
| European Chemicals Sector ETF        | Az. set. Europa                               | X4PS GR          | X4PS.DE        | 0,30%                        | EUR / EUR                                |
| European Construction Sector ETF     | Az. set. Europa                               | XOPS GR          | XOPS.DE        | 0,30%                        | EUR / EUR                                |
| European Financials Sector ETF       | Az. set. Europa                               | XFPS GR          | XFPS.DE        | 0,30%                        | EUR / EUR                                |
| European Food & Bev Sector ETF       | Az. set. Europa                               | X3PS GR          | X3PS.DE        | 0,30%                        | EUR / EUR                                |
| European Health Care Sector ETF      | Az. set. Europa                               | XDPS GR          | XDPS.DE        | 0,30%                        | EUR / EUR                                |
| European Household Sector ETF        | Az. set. Europa                               | XQPS GR          | XQPS.DE        | 0,30%                        | EUR / EUR                                |
| European Industrials Sector ETF      | Az. set. Europa                               | XNPS GR          | XNPS.DE        | 0,30%                        | EUR / EUR                                |
| European Insurance Sector ETF        | Az. set. Europa                               | XIPS GR          | XIPS.DE        | 0,30%                        | EUR / EUR                                |
| European Media Sector ETF            | Az. set. Europa                               | XMPS GR          | XMPS.DE        | 0,30%                        | EUR / EUR                                |
| European Oil & Gas Sector ETF        | Az. set. Europa                               | XEPS GR          | XEPS.DE        | 0,30%                        | EUR / EUR                                |
| European Retail Sector ETF           | Az. set. Europa                               | XRPS GR          | XRPS.DE        | 0,30%                        | EUR / EUR                                |
| European Technology Sector ETF       | Az. set. Europa                               | X8PS GR          | X8PS.DE        | 0,30%                        | EUR / EUR                                |
| European Telecoms Sector ETF         | Az. set. Europa                               | XKPS GR          | XKPS.DE        | 0,30%                        | EUR / EUR                                |
| European Travel Sector ETF           | Az. set. Europa                               | XTPS GR          | XTPS.DE        | 0,30%                        | EUR / EUR                                |
| European Utilities Sector ETF        | Az. set. Europa                               | X6PS GR          | X6PS.DE        | 0,30%                        | EUR / EUR                                |
| US Consumer Discretionary Sector ETF | Az. set. USA                                  | XLYS LN          | XLYS.L         | 0,30%                        | USD / USD                                |
| US Consumer Staples Sector ETF       | Az. set. USA                                  | XLPS LN          | XLPS.L         | 0,30%                        | USD / USD                                |
| US Energy Sector ETF                 | Az. set. USA                                  | XLES LN          | XLES.L         | 0,30%                        | USD / USD                                |
| US Financials Sector ETF             | Az. set. USA                                  | XLFS LN          | XLFS.L         | 0,30%                        | USD / USD                                |
| US Health Care Sector ETF            | Az. set. USA                                  | XLVS LN          | XLVS.L         | 0,30%                        | USD / USD                                |
| US Industrials Sector ETF            | Az. set. USA                                  | XLIS LN          | XLIS.L         | 0,30%                        | USD / USD                                |
| US Materials Sector ETF              | Az. set. USA                                  | XLBS LN          | XLBS.L         | 0,30%                        | USD / USD                                |
| US Technology Sector ETF             | Az. set. USA                                  | XLKS LN          | XLKS.L         | 0,30%                        | USD / USD                                |
| US Utilities Sector ETF              | Az. set. USA                                  | XLUS LN          | XLUS.L         | 0,30%                        | USD / USD                                |